# НБА в сезоні 1963–1964
Сезон НБА 1963–1964 був 18-им сезоном в Національній баскетбольній асоціації. Переможцями сезону стали «Бостон Селтікс», які здолали у фінальній серії «Сан-Франциско Ворріорс».

## Регламент змагання
Участь у сезоні брали 9 команд, розподілених між двома дивізіонами.
По ходу регулярного сезону кожна з команд-учасниць проводила по 80 ігор. До плей-оф, який проходив за видозміненою олімпійською системою, виходили по три кращих команди з кожного дивізіону. На стадії півфіналів дивізіонів у боротьбу вступали команди, що посіли друге і третє місця за результатами регулярного сезону кожного з дивізіонів. Команди, які на цьому етапі здолали суперників у серіях ігор до трьох перемог, виходили до фіналів дивізіонів, в яких проводили серію ігор до чотирьох перемог проти переможця регулярного сезону в своєму дивізіоні.
Чемпіони кожного з дивізіонів, що визначалися на стадії плей-оф, для визначення чемпіона НБА зустрічалися між собою у Фіналі, що складався із серії ігор до чотирьох перемог.

## Регулярний сезон

### Підсумкові таблиці за дивізіонами
| Східний                         | В  | П  | %П   | Відст | Дом   | Гост  | Нейтр | Див   |
| ------------------------------- | -- | -- | ---- | ----- | ----- | ----- | ----- | ----- |
| x-«Бостон Селтікс»              | 59 | 21 | .738 | –     | 26–4  | 21–17 | 12–0  | 25–11 |
| x-«Цинциннаті Роялс»            | 55 | 25 | .688 | 4     | 26–7  | 18–18 | 11–0  | 27–9  |
| x-«Філадельфія Севенті-Сіксерс» | 34 | 46 | .425 | 25    | 18–12 | 12–22 | 4–12  | 13–23 |
| «Нью-Йорк Нікс»                 | 22 | 58 | .275 | 37    | 10–25 | 8–27  | 4–6   | 7–29  |

| Західний                   | В  | П  | %П   | Відст | Дом   | Гост  | Нейтр | Див   |
| -------------------------- | -- | -- | ---- | ----- | ----- | ----- | ----- | ----- |
| x-«Сан-Франциско Ворріорс» | 48 | 32 | .600 | –     | 25–14 | 21–15 | 2–3   | 29–17 |
| x-«Сент-Луїс Гокс»         | 46 | 34 | .575 | 2     | 27–12 | 17–19 | 2–3   | 30–16 |
| x-«Лос-Анджелес Лейкерс»   | 42 | 38 | .525 | 6     | 24–12 | 15–21 | 3–5   | 24–22 |
| «Балтимор Буллетс»         | 31 | 49 | .388 | 17    | 20–19 | 8–21  | 3–9   | 16–24 |
| «Детройт Пістонс»          | 23 | 57 | .288 | 25    | 9–21  | 6–25  | 8–11  | 13–33 |

Легенда:
- x – Учасники плей-оф

## Плей-оф
Переможці пар плей-оф позначені жирним. Цифри перед назвою команди відповідають її позиції у підсумковій турнірній таблиці регулярного сезону конференції. Цифри після назви команди відповідають кількості її перемог у відповідному раунді плей-оф.
|  | Півфінали дивізіонів | Півфінали дивізіонів | Півфінали дивізіонів |            |   | Фінали дивізіонів | Фінали дивізіонів | Фінали дивізіонів |  |  | Фінал НБА | Фінал НБА     | Фінал НБА |
|  |                      |                      |                      |            |   |                   |                   |                   |  |  |           |               |           |
|  |                      |                      |                      |            |   |                   |                   |                   |  |  |           |               |           |
|  |                      | 1                    | Сан-Франциско        | 4          |   |                   |                   |                   |  |  |           |               |           |
|  | Західний Дивізіон    | 1                    | Сан-Франциско        | 4          |   |                   |                   |                   |  |  |           |               |           |
|  |                      |                      | 2                    | Сент-Луїс  | 3 |                   |                   |                   |  |  |           |               |           |
|  | 3                    | Л.А. Лейкерс         | 2                    | Сент-Луїс  | 3 | 2                 |                   |                   |  |  |           |               |           |
|  | 3                    | Л.А. Лейкерс         |                      |            |   | 2                 |                   |                   |  |  |           |               |           |
|  | 2                    | Сент-Луїс            | 3                    |            |   |                   |                   |                   |  |  |           |               |           |
|  |                      |                      |                      |            |   |                   |                   |                   |  |  | W1        | Сан-Франциско | 1         |
|  |                      |                      | E1                   | Бостон     | 4 |                   |                   |                   |  |  |           |               |           |
|  |                      |                      |                      |            |   |                   |                   |                   |  |  |           |               |           |
|  |                      |                      |                      |            |   |                   |                   |                   |  |  |           |               |           |
|  |                      | 1                    | Бостон               | 4          |   |                   |                   |                   |  |  |           |               |           |
|  | Східний Дивізіон     | 1                    | Бостон               | 4          |   |                   |                   |                   |  |  |           |               |           |
|  |                      |                      | 2                    | Цинциннаті | 1 |                   |                   |                   |  |  |           |               |           |
|  | 3                    | Філадельфія          | 2                    | Цинциннаті | 1 | 2                 |                   |                   |  |  |           |               |           |
|  | 3                    | Філадельфія          |                      |            |   | 2                 |                   |                   |  |  |           |               |           |
|  | 2                    | Цинциннаті           | 3                    |            |   |                   |                   |                   |  |  |           |               |           |

## Лідери сезону за статистичними показниками
| Показник                  | Гравець         | Команда                  | Результат |
| ------------------------- | --------------- | ------------------------ | --------- |
| Очки                      | Вілт Чемберлейн | «Сан-Франциско Ворріорс» | 2,948     |
| Підбирання                | Білл Расселл    | «Бостон Селтікс»         | 1,930     |
| Передачі                  | Оскар Робертсон | «Цинциннаті Роялс»       | 868       |
| % влучань з гри           | Джеррі Лукас    | «Цинциннаті Роялс»       | .527      |
| % влучань штрафних кидків | Оскар Робертсон | «Цинциннаті Роялс»       | .853      |

## Нагороди НБА

### Щорічні нагороди
- Найцінніший гравець: Оскар Робертсон, «Цинциннаті Роялс»
- Новачок року: Джеррі Лукас, «Цинциннаті Роялс»
- Тренер року: Алекс Ганнум, «Сан-Франциско Ворріорс»

| - Перша збірна всіх зірок: - Вілт Чемберлейн, «Сан-Франциско Ворріорс» - Елджин Бейлор, «Лос-Анджелес Лейкерс» - Джеррі Вест, «Лос-Анджелес Лейкерс» - Боб Петтіт, «Сент-Луїс Гокс» - Оскар Робертсон, «Цинциннаті Роялс» | - Друга збірна всіх зірок: - Гел Грір, «Філадельфія Севенті-Сіксерс» - Джон Гавлічек, «Бостон Селтікс» - Том Гейнсон, «Бостон Селтікс» - Джеррі Лукас, «Цинциннаті Роялс» - Білл Расселл, «Бостон Селтікс» |

- Перша збірна новачків:
  - Арт Гейман, «Нью-Йорк Нікс»
  - Гас Джонсон, «Балтимор Буллетс»
  - Джеррі Лукас, «Цинциннаті Роялс»
  - Род Торн, «Балтимор Буллетс»
  - Нейт Термонд, «Сан-Франциско Ворріорс»